# Rue Courat
La rue Courat est une voie située dans le quartier de Charonne du 20e arrondissement de Paris, en France.

## Origine du nom
Cette voie est nommée d'après le nom du propriétaire des terrains sur lesquels elle a été ouverte.

## Historique
Cette rue indiquée sur le plan de Roussel de 1730 est dénommée « rue Coura » sur un plan terrier du village de Charonne en 1758.
Elle est classée dans la voirie parisienne par le décret du 23 mai 1863.
Dans le cadre de l'aménagement de la ZAC Saint-Blaise, une partie de la rue a été supprimée en 1987 pour la création du square de la Salamandre.

## Bâtiments remarquables et lieux de mémoire
Elle longe une portion de l'ancienne ligne de Petite Ceinture.